# Колчестър
 Тази статия е за града в Англия.  За административния окръг вижте Колчестър (окръг).  
Ко̀лчестър (на английски: Colchester, /ˈkoʊltʃɛstər/, En-uk-Colchester.ogg) е град в Източна Англия, административен център на окръг Колчестър в графство Есекс. Населението му е около 122 000 души (2011).

## География
Колчестър е разположен на 4 метра надморска височина в Севернотемзенската долина, на двата бряга на река Коулн точно над нейния естуар и на 26 километра югозападно от Ипсуич.

## История
Колчестър е най-старият регистриран в писмен източник град на Великобритания - споменат е от Плиний Стари, който умира през 79 година. Същевременно са запазени монети на местния водач на катувелауните в края на I век пр.н.е.

## Икономика
Машиностроителна, полиграфична и хранително-вкусова (мелене на брашно, консервиране на стриди) промишленост.

## Инфраструктура
Шосеен и жп възел. Има университет от 1961 година.

## Култура
В града има археологичеки музей.
Футболният отбор на града – Колчестър Юнайтед – е снован през 1937 година.

## Известни личности
Родени в Колчестър
- Уилям Гилбърт (1544 – 1603), физик

Починали в Колчестър
- Марджъри Алингам (1904 – 1966), писателка